# Dolní končetina
Dolní končetina (DK, lat. membrum inferius) představuje párový orgán opory, díky kterému je zajištěn pohyb vzpřímeného těla. Vyznačuje se mohutnější strukturou a obecně menším rozpětím pohybů kloubů než je tomu u končetiny horní.
Vzpřímené tělo je možné udržet za podmínky vertikalizace páteře a napnutých dolních končetin, což je nejvýhodnější pozice, která vyžaduje nejmenší potřeby pro práci antigravitačních svalů a většina zatížení vede do dlouhých kostí dolní končetiny. Ta tvoří funkční celek s pánví, kde dochází k transformaci tlaků vztyčeného trupu těla na dolní končetiny. Pánev je spojena s páteří, jejíž fyziologická zakřivení lordosy a kyfosy závisí na pánevním sklonu, který je sám ovlivněn délkou dolních končetin.

## Anatomie
Členění dolní končetiny
- pletenec dolní končetiny (cingulum membri inferioris) je tvořen pánevní kostí (os coxae)
- volnou dolní končetinu, kterou tvoří tří oddíly
  - stehno (femur)
  - bérec (crus)
    - holeň
    - lýtko (sura)

  - noha (pes)
    - pata
    - nárt (talus)
    - chodidlo (planta)

Klouby
- koleno (articulatio genus)
- kotník seu horní kloub zánártní /hlezenní/ (articulatio talocruralis)
- dolní kloub zánártní, funkčně složen ze dvou kloubů
  - articulatio subtalaris
  - articulatio talocalcaneonavicularis
- Chopartův kloub (articulatio tarsi transversa)
- Lisfrankův kloub (articulatio tarsometatarsalis) (TMT kloub)
- metatarzofalangové klouby (articulationes metatarsophalangeales)
- mezičlánkové klouby (articulationes interphalangeales)